# Soum de Ramond
Il Soum de Ramond (3.263 m s.l.m. - detto anche Pico Añisclo) è una montagna spagnola dei Pirenei. 

## Toponimo
Prende il nome da Louis Ramond de Carbonnières, politico, geologo e botanico francese.

## Geografia
Si trova nel massiccio del Monte Perdido e nella comunità autonoma dell'Aragona.
Insieme al monte Perdido ed al Cilindro di Marboré forma il gruppo detto Las Tres Sorores (le tre sorelle).